# Долњи Боусов
Долњи Боусов (чеш. Dolní Bousov) град је у Чешкој Републици. Град се налази у управној јединици Средњочешки крај, у оквиру којег припада округу Млада Болеслав.

## Становништво
Према подацима о броју становника из 2014. године град је имао 2.607 становника.